# 몽블랑 터널

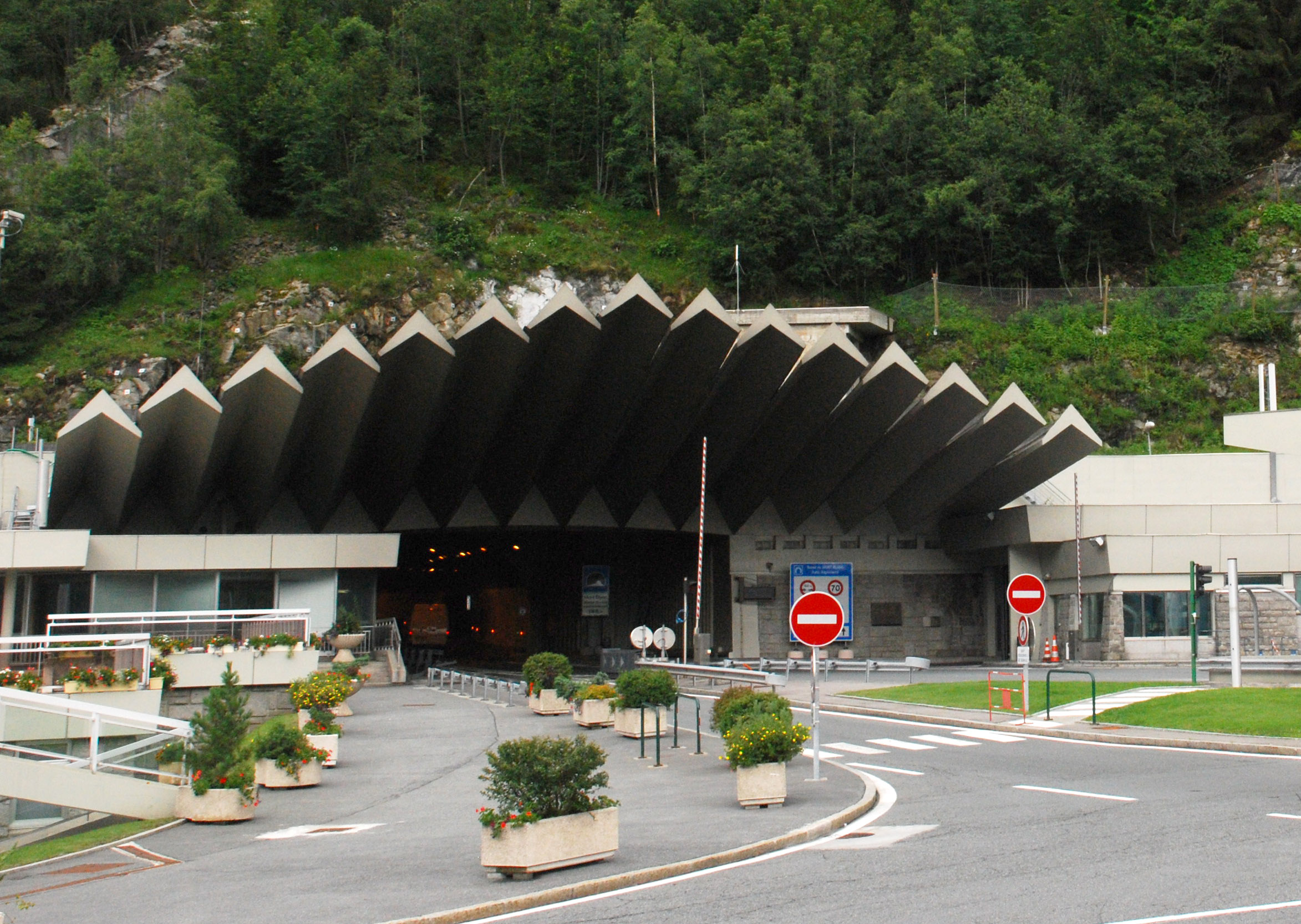
프랑스 측 몽블랑 터널 입구

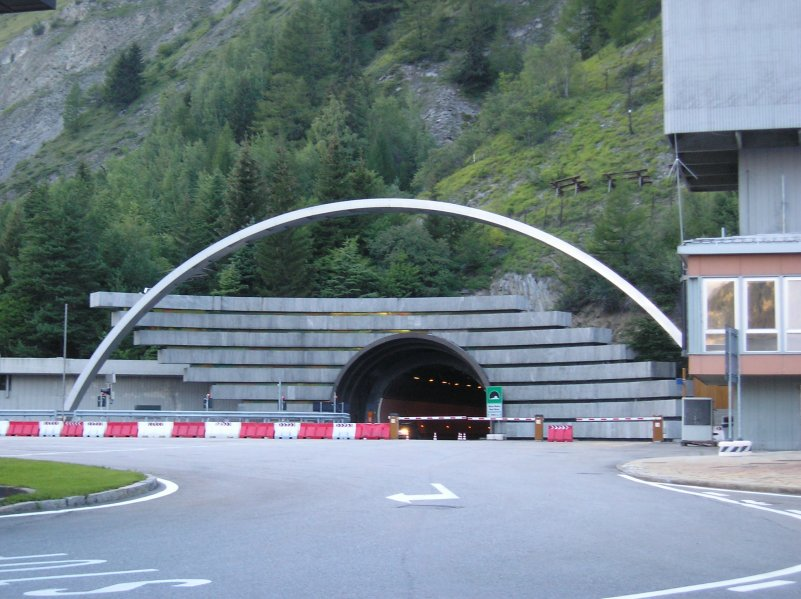
이탈리아 측 몽블랑 터널 입구

몽블랑 터널(프랑스어: Tunnel du Mont-Blanc, 이탈리아어: Traforo del Monte Bianco)은 프랑스와 이탈리아 국경 지대를 연결하는 터널로 길이는 11.6km, 너비는 8.6m, 높이는 4.35m이다. 알프스산맥의 몽블랑산 인근에 위치하며 프랑스 샤모니와 이탈리아 쿠르마유르를 연결하는 2차선 도로 터널이다. 1957년에 공사를 시작했으며 1965년에 준공되었다.
1999년 3월 24일에는 밀가루, 마가린을 싣고 프랑스에서 이탈리아 방면으로 가던 벨기에 화물 트럭이 연료 누출로 인해 폭발하는 사고가 일어났다. 프랑스 측 터널이 연기를 감지하고 있었지만 터널 입구가 봉쇄되지 않은 상태였기 때문에 10대의 일반 차량과 18대의 트럭이 터널 안으로 진입했다. 이 사고로 인해 39명이 사망하고 27명이 부상당했다.